# Плутонізм
Плутоні́зм (рос. плутонизм, англ. plutonism, нім. Plutonismus m) — геологічна концепція, послідовники якої вважали, що провідну роль в геологічній історії Землі відігравали внутрішні сили. Як систему поглядів плутонізм уперше опубліковано (1788, 1795) шотландським вченим Дж. Геттоном. Становлення плутонізму відбувалося в гострій боротьбі з нептунізмом (А. Вернер), що приписував вирішальну роль при породоутворенні процесам, які відбуваються в гідросфері, і відкидав значення внутрішніх геологічних чинників. Боротьба між прихильниками плутонізму і нептунізму зіграла велику роль у становленні геологічних наук.